# 王暠
王暠（?—1345年），高麗宗室、元朝瀋王。蒙古名字完澤禿。他是江陽公王滋的兒子，也是忠宣王的侄兒。
出生年份没有记载。他的父親江陽公王滋本是高麗忠烈王的長子，為貞和宮主王氏所生。貞和宮主是忠烈王的髮妻，但1274年忠烈王被元朝扶持登上王位時，為了繼續取得元朝的支持，忠烈王迎娶了忽必烈的長女忽都揭里迷失為王后，是為莊穆王后。次年莊穆王后生下了忠宣王王璋，王璋成為高麗的王世子，而忠烈王的長子王滋則降封江陽公。
正因為這個原因，忠宣王即位後，江陽公王滋一派非常不滿，試圖藉助元朝的力量奪回王位。1307年，王暠迎娶元朝宗室松山（梁王甘麻剌次子）的女兒為正室。1314年，忠宣王將高麗國王之位讓給了兒子忠肅王。與此同時忠宣王將王滋之子延安君王暠送往元大都作人質，並在1316年將瀋王之位讓給了王暠。
1320年，元英宗繼位，推行漢法，但遭到太皇太后答己一派的阻撓。王暠趁機糾集黨羽，誣陷上王王璋與太皇太后同謀，致使王璋被流放吐蕃的薩思結（今西藏自治區薩迦縣）。高麗忠肅王號召百官聯名上書元廷，為忠宣王鳴冤；而王暠則與黨羽權漢功合謀，糾集其在高麗朝廷中的黨羽聯名上書元廷，要求廢黜忠肅王。元英宗將忠肅王叫到元大都，長期滯留無法歸國。
1323年，元英宗在南坡之變中遭暗殺。次年，元泰定帝允許忠肅王返回高麗，並賜予忠肅王「高麗國王之印」，王暠的奪位計劃被擱淺。忠肅王歸國之後，徹底肅清了王暠在高麗朝廷中的黨羽。1333年，忠肅王與瀋王王暠在臨江卵山寨相會，隨後忠肅王又在大同江宴請王暠，兩人之間達成了和解。
1339年，忠肅王逝世。瀋王王暠再次陰謀奪取高麗王位。由於高麗王世子王禎曾經是燕帖木兒一黨，而燕帖木兒是丞相伯顏的政敵，因此王禎遭到伯顏的打壓，伯顏力主立王暠為新的高麗王。結果權溥聯合高麗群臣上書中書省，要求立王禎為國王，元廷最終冊封王禎為高麗王，是為忠惠王。王暠的奪位計劃再次擱淺。
忠惠王荒淫無道，1343年被元廷廢黜，流放廣東；年幼的忠穆王繼位。王暠被元朝送回高麗，並在次年逝世。他的孫子脫脫不花後來繼承了瀋王之位。

## 家庭
- 高祖父：高丽高宗
- 曾祖父：高丽元宗
- 祖父：高丽忠烈王
- 叔父：高丽忠宣王
- 父亲：江阳公王滋
- 兄：丹阳府院大君王珛
- 弟：延德府院大君王塤
- 夫人：元朝梁王松山之女某国公主，泰定帝、蓟国大长公主宝塔实怜侄女
- 子：江陵大君 王德壽
- 孙：瀋王篤朶不花
- 孙：帖古不花